# Gustav Heinrich Seffer
Gustav Heinrich Seffer (* 28. Juli 1816 in Alfeld an der Leine; † 18. Februar 1876 in Hannover) war ein deutscher evangelischer Pastor, Schulrat, Publizist und Oberschulinspektor.

## Leben

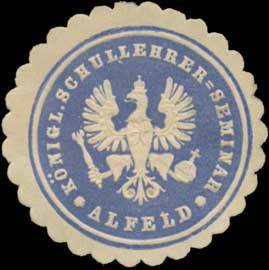
Siegelmarke des Königlichen Schullehrer-Seminars Alfeld, das Seffer 1848–1851 als Inspektor verwaltete

Geboren in Alfeld in der Frühzeit des Königreichs Hannover, besuchte Gustav Heinrich Seffer in Hannover das dortige Lyceum und studierte anschließend von 1835 bis 1838 das Fach Religion an der Universität Göttingen. Neujahr 1839 wurde er als provisorischer Kollaborateur an das Johanneum in Lüneburg berufen. Nach sieben Jahren in diesem Amt kehrte Seffer Ostern 1846 in seine Vaterstadt zurück, um dort als Pastor diakonus zu wirken. Ab 1848 verwaltete er als Inspektor das Königliche Schullehrer-Seminar Alfeld.
Ab 1851 übernahm Gustav Heinrich Seffer das Amt des Oberschulinspektors des Konsistoriums mit Sitz in Hannover. Dort starb er knapp ein Vierteljahrhundert später als Regierungs- und Schulrat.
Zeitweilig stand Seffer der Zeitschrift Hannoverscher Volksschulbote als Schriftleiter vor.

## Schriften (Auswahl)
- Heinrich Molck, J. H. W. Twele, Carl Johann Philipp Spitta, Gustav Heinrich Seffer: Choral-Melodien die in den evangelischen Gemeinden des Königreichs Hannover und des Herzogthums Braunschweig gebräuchlich sind, für angehende Organisten und Freunde des Orgelspiels vierstimmig und mit einfachen Zwischenspielen gesetzt, nebst einem ersten Nachtrage mit Melodien zu dem in Hannover erschienenen christlichen Schulgesangbuche, einem zweiten Nachtrage von 50 in ursprünglichen Tönen und Rhythmen gegebenen Choral-Melodien und einem musikalisch-liturgischen Anhange, Partitur, 3., vermehrte und verbesserte Auflage, Hannover: Gebrüder Hahn in Kommission, 1857
- Anleitung zur deutschen Rechtschreibung. Ausgabe für Elementarclassen der höheren Schulen und für Mittel- und Volksschulen. Verfasser: H. G. Seffer und H. Dieckmann. Gedruckt auf Veranstaltung des Königlichen Ober-Schulcollegiums zu Hannover, Hannover: Carl Rümpler, 1857
  - zweite Auflage, Hannover: Karl Rümpler, 1858; Digitalisat der Bayerischen Staatsbibliothek
- Elementarbuch der hebräischen Sprache. Eine Grammatik für Anfänger. Mit eingeschalteten, systematisch geordneten Übersetzungs- und anderen Übungsstücken, einem Anhange von zusammenhängenden Lesestücken und den nötigen Wortregistern. Zunächst zum Gebrauch auf Gymnasien. Von G. H. Seffer, in deutscher und hebräischer Sprache, Fünfte Auflage, Leipzig: Brandstetter, 1873
- Anleitung zur deutschen Rechtschreibung. Ausgabe für Elementarclassen der höheren Schulen. Zusammengestellt von G. H. Seffer u. H. Dieckmann, 4. Auflage, Hannover 1875